# AKNR
AKNR (jap. アキノリ Akinori) – japońska firma produkująca filmy dla dorosłych zarządzana przez F-Set Inc. Firma jest częścią Soft On Demand.

## Historia
Firma została założona w styczniu 2006 roku, przez reżysera filmów dla dorosłych Akinoriego, od którego także pochodzi nazwa wytwórni.
Wytwórnia specjalizuje się w pracach fetyszowych, takich jak stroje kąpielowe, dżinsy i trykoty. Jednak w ostatnich latach nie wydawała prac przedstawiających te fetysze, a coraz więcej jej tytułów publikowanych jest w stylu teatralnym. W filmach dla dorosłych, które reżyseruje Akinori, standardową praktyką jest pokazywanie podeszew stóp. Akinori reżyseruje i produkuje również filmy pornograficzne skierowane do kobiet, w 2014 roku seria „Akinori x Ittoku” (アキノリ×一徹シリーズ) była wyświetlona ponad 170 000 razy.
Był też okres, w którym firma zaprzestała produkcji płyt DVD i zajmowała się jedynie ich dystrybucją, na których znajdowały się reklamy innych produkcji.
Specjalizacja fetyszowa wytwórni wynika z własnych upodobań Akinoriego, ale początkowo zamierzał skupić się na „nosach, pachach, podeszwach stóp i twarzy”, ale te nie sprzedawały się, więc biorąc pod uwagę jego gusta i rynek od 2023 roku planuje wydawać głównie prace związane z pocałunkami. Na przykład seria „Ganmen seppun” (顔面接吻, Całowanie twarzy) została nakręcona w stylu, który wymagał racjonalności pod względem harmonogramu i zabezpieczeń, z czterema filmami nakręconymi razem i czterema tytułami wydanymi w tym samym czasie.